# Copa de Turquía
La Copa de Turquía (en turco: Türkiye Kupası) es una competición de clubes de fútbol de Turquía. Se juega anualmente desde 1963 y es organizada por la Federación Turca de Fútbol.

## Sistema de competición
La competencia está abierta a los clubes de las cuatro categorías del fútbol turco (Superliga de Turquía, TFF Primera División, TFF Segunda División y TFF Tercera División), más los clubes de la Liga Regional Amateur Turca, Las tres primeras fases la disputan los equipos de las divisiones más bajas, y desde la cuarta entran los equipos de la máxima categoría.
El sistema de competición es a eliminación directa, al menos en las seis primeras rondas, antes de pasar a una fase de grupos, de las cuales, son dos grupos con cuatro equipos cada uno. La ronda grupal es a doble partido, y los dos primeros clasifican a las semifinales. Las semifinales son a doble partido, no así la final, que se juega en terreno neutral.
El equipo campeón accede a la cuarta ronda de clasificación de la Liga Europea de la UEFA.

## Palmarés
| Temporada | Campeón                                          | Resultado        | Finalista          | Sede de la final                      |
| --------- | ------------------------------------------------ | ---------------- | ------------------ | ------------------------------------- |
| 1962–63   | Galatasaray                                      | 2 - 1            | Fenerbahçe         | Estadio BJK İnönü, Estambul           |
| 1962–63   | Fenerbahçe                                       | 1 - 2            | Galatasaray        | Estadio BJK İnönü, Estambul           |
| 1962–63   | Galatasaray vencedor 4–2 en agregado.            |                  |                    |                                       |
| 1963–64   | Altay Izmir                                      | 0 - 0            | Galatasaray        | Estadio Alsancak, Esmirna             |
| 1963–64   | Galatasaray                                      | 3 - 0 (wo)       | Altay Izmir        | Estadio BJK İnönü, Estambul           |
| 1963–64   | Galatasaray vencedor por (Walkover).             |                  |                    |                                       |
| 1964–65   | Galatasaray                                      | 0 - 0            | Fenerbahçe         | Estadio BJK İnönü, Estambul           |
| 1964–65   | Fenerbahçe                                       | 0 - 1            | Galatasaray        | Estadio BJK İnönü, Estambul           |
| 1964–65   | Galatasaray vencedor 1-0 en agregado.            |                  |                    |                                       |
| 1965–66   | Galatasaray                                      | 1 - 0            | Beşiktaş           | Estadio BJK İnönü, Estambul           |
| 1966–67   | Altay Izmir                                      | 0 - 0            | Göztepe            | Estadio Alsancak, Esmirna             |
| 1966–67   | Altay Izmir vencedor en sorteo (moneda al aire). |                  |                    |                                       |
| 1967–68   | Fenerbahçe                                       | 2 - 0            | Altay Izmir        | Estadio BJK İnönü, Estambul           |
| 1967–68   | Altay Izmir                                      | 1 - 0            | Fenerbahçe         | Estadio Alsancak, Esmirna             |
| 1967–68   | Fenerbahçe vencedor 2-1 en agregado.             |                  |                    |                                       |
| 1968–69   | Göztepe Izmir                                    | 1 - 0            | Galatasaray        | Estadio Alsancak, Esmirna             |
| 1968–69   | Galatasaray                                      | 1 - 1            | Göztepe Izmir      | Estadio BJK İnönü, Estambul           |
| 1968–69   | Göztepe Izmir vencedor 2-1 en agregado.          |                  |                    |                                       |
| 1969–70   | Eskişehirspor                                    | 2 - 1            | Göztepe Izmir      | Estadio Eskişehir Atatürk, Eskişehir  |
| 1969–70   | Göztepe Izmir                                    | 3 - 1            | Eskişehirspor      | Estadio Alsancak, Esmirna             |
| 1969–70   | Göztepe Izmir vencedor 4–3 en agregado.          |                  |                    |                                       |
| 1970–71   | Bursaspor                                        | 1 - 0            | Eskişehirspor      | Estadio Bursa Atatürk, Bursa          |
| 1970–71   | Eskişehirspor                                    | 2 - 0            | Bursaspor          | Estadio Eskişehir Atatürk, Eskişehir  |
| 1970–71   | Eskişehirspor vencedor 2-1 en agregado.          |                  |                    |                                       |
| 1971–72   | Altay Izmir                                      | 0 - 0            | Ankaragücü         | Estadio İzmir Atatürk, Esmirna        |
| 1971–72   | Ankaragücü                                       | 3 - 0            | Altay Izmir        | Estadio Ankara 19 de mayo, Ankara     |
| 1971–72   | Ankaragücü vencedor 3-0 en agregado.             |                  |                    |                                       |
| 1972–73   | Galatasaray                                      | 3 - 1            | Ankaragücü         | Estadio BJK İnönü, Estambul           |
| 1972–73   | Ankaragücü                                       | 1 - 1            | Galatasaray        | Estadio Ankara 19 de mayo, Ankara     |
| 1972–73   | Galatasaray vencedor 4–2 en agregado.            |                  |                    |                                       |
| 1973–74   | Bursaspor                                        | 1 - 0            | Fenerbahçe         | Estadio Bursa Atatürk, Bursa          |
| 1973–74   | Fenerbahçe                                       | 3 - 0            | Bursaspor          | Estadio BJK İnönü, Estambul           |
| 1973–74   | Fenerbahçe vencedor 3-1 en agregado.             |                  |                    |                                       |
| 1974–75   | Trabzonspor                                      | 1 - 0            | Beşiktaş           | Estadio Hüseyin Avni Aker, Trebisonda |
| 1974–75   | Beşiktaş                                         | 2 - 0            | Trabzonspor        | Estadio BJK İnönü, Estambul           |
| 1974–75   | Beşiktaş vencedor 2-1 en agregado.               |                  |                    |                                       |
| 1975–76   | Trabzonspor                                      | 1 - 0            | Galatasaray        | Estadio Hüseyin Avni Aker, Trebisonda |
| 1975–76   | Galatasaray                                      | 1 - 0 (5–4 pen.) | Trabzonspor        | Estadio BJK İnönü, Estambul           |
| 1975–76   | Galatasaray campeón en lanzamientos penales.     |                  |                    |                                       |
| 1976–77   | Trabzonspor                                      | 1 - 0            | Beşiktaş           | Estadio Hüseyin Avni Aker, Trebisonda |
| 1976–77   | Beşiktaş                                         | 0 - 0            | Trabzonspor        | Estadio BJK İnönü, Estambul           |
| 1976–77   | Trabzonspor vencedor 1-0 en agregado.            |                  |                    |                                       |
| 1977–78   | Trabzonspor                                      | 3 - 0            | Adana Demirspor    | Estadio Hüseyin Avni Aker, Trebisonda |
| 1977–78   | Adana Demirspor                                  | 0 - 0            | Trabzonspor        | Estadio Adana 5 Ocak, Adana           |
| 1977–78   | Trabzonspor vencedor 3-0 en agregado.            |                  |                    |                                       |
| 1978–79   | Altay Izmir                                      | 2 - 1            | Fenerbahçe         | Estadio Alsancak, Esmirna             |
| 1978–79   | Fenerbahçe                                       | 2 - 0            | Altay Izmir        | Estadio BJK İnönü, Estambul           |
| 1978–79   | Fenerbahçe vencedor 3-2 en agregado.             |                  |                    |                                       |
| 1979–80   | Altay Izmir                                      | 1 - 0            | Galatasaray        | Estadio Alsancak, Esmirna             |
| 1979–80   | Galatasaray                                      | 1 - 1            | Altay Izmir        | Estadio BJK İnönü, Estambul           |
| 1979–80   | Altay Izmir vencedor 2-1 en agregado.            |                  |                    |                                       |
| 1980–81   | Ankaragücü                                       | 2 - 1            | Boluspor           | Estadio Ankara 19 de mayo, Ankara     |
| 1980–81   | Boluspor                                         | 0 - 0            | Ankaragücü         | Estadio Bolu Atatürk, Bolu            |
| 1980–81   | Ankaragücü vencedor 2-1 en agregado.             |                  |                    |                                       |
| 1981–82   | Galatasaray                                      | 3 - 0            | Ankaragücü         | Estadio Ali Sami Yen, Estambul        |
| 1981–82   | Ankaragücü                                       | 2 - 1            | Galatasaray        | Estadio Ankara 19 de mayo, Ankara     |
| 1981–82   | Galatasaray vencedor 4–2 en agregado.            |                  |                    |                                       |
| 1982–83   | Fenerbahçe                                       | 2 - 0            | Mersin İdman Yurdu | Estadio Şükrü Saracoğlu, Estambul     |
| 1982–83   | Mersin İdman Yurdu                               | 1 - 2            | Fenerbahçe         | Estadio Tevfik Sırrı Gür, Mersin      |
| 1982–83   | Fenerbahçe vencedor 4–1 en agregado.             |                  |                    |                                       |
| 1983–84   | Trabzonspor                                      | 2 - 0            | Beşiktaş           | Estadio İzmir Atatürk, Esmirna        |
| 1984–85   | Trabzonspor                                      | 1 - 2            | Galatasaray        | Estadio Hüseyin Avni Aker, Trebisonda |
| 1984–85   | Galatasaray                                      | 0 - 0            | Trabzonspor        | Estadio BJK İnönü, Estambul           |
| 1984–85   | Galatasaray vencedor 2-1 en agregado.            |                  |                    |                                       |
| 1985–86   | Bursaspor                                        | 2 - 0            | Altay Izmir        | Estadio Bursa Atatürk, Bursa          |
| 1986–87   | Gençlerbirliği                                   | 5 - 0            | Eskişehirspor      | Estadio Ankara 19 de mayo, Ankara     |
| 1986–87   | Eskişehirspor                                    | 2 - 1            | Gençlerbirliği     | Estadio Eskişehir Atatürk, Eskişehir  |
| 1986–87   | Gençlerbirliği vencedor 6–2 en agregado.         |                  |                    |                                       |
| 1987–88   | Sakaryaspor                                      | 2 - 0            | Samsunspor         | Estadio Sakarya Atatürk, Sakarya      |
| 1987–88   | Samsunspor                                       | 1 - 1            | Sakaryaspor        | Estadio Samsun 19 de mayo, Samsun     |
| 1987–88   | Sakaryaspor vencedor 3-1 en agregado.            |                  |                    |                                       |
| 1988–89   | Fenerbahçe                                       | 0 - 1            | Beşiktaş           | Estadio Şükrü Saracoğlu, Estambul     |
| 1988–89   | Beşiktaş                                         | 2 - 1            | Fenerbahçe         | Estadio BJK İnönü, Estambul           |
| 1988–89   | Beşiktaş vencedor 3-1 en agregado.               |                  |                    |                                       |
| 1989–90   | Beşiktaş                                         | 2 - 0            | Trabzonspor        | Estadio İzmir Atatürk, Esmirna        |
| 1990–91   | Galatasaray                                      | 3 - 1            | Ankaragücü         | Estadio İzmir Atatürk, Esmirna        |
| 1991–92   | Bursaspor                                        | 3 - 0            | Trabzonspor        | Estadio Bursa Atatürk, Bursa          |
| 1991–92   | Trabzonspor                                      | 5 - 1            | Bursaspor          | Estadio Hüseyin Avni Aker, Trebisonda |
| 1991–92   | Trabzonspor vencedor 5-4 en agregado.            |                  |                    |                                       |
| 1992–93   | Galatasaray                                      | 1 - 0            | Beşiktaş           | Estadio Ali Sami Yen, Estambul        |
| 1992–93   | Beşiktaş                                         | 2 - 2            | Galatasaray        | Estadio BJK İnönü, Estambul           |
| 1992–93   | Galatasaray vencedor 3–2 en agregado.            |                  |                    |                                       |
| 1993–94   | Galatasaray                                      | 0 - 0            | Beşiktaş           | Estadio Ali Sami Yen, Estambul        |
| 1993–94   | Beşiktaş                                         | 3 - 2            | Galatasaray        | Estadio BJK İnönü, Estambul           |
| 1993–94   | Beşiktaş vencedor 3–2 en agregado.               |                  |                    |                                       |
| 1994–95   | Galatasaray                                      | 2 - 3            | Trabzonspor        | Estadio Ali Sami Yen, Estambul        |
| 1994–95   | Trabzonspor                                      | 1 - 0            | Galatasaray        | Estadio Hüseyin Avni Aker, Trebisonda |
| 1994–95   | Trabzonspor vencedor 4–2 en agregado.            |                  |                    |                                       |
| 1995–96   | Galatasaray                                      | 1 - 0            | Fenerbahçe         | Estadio Ali Sami Yen, Estambul        |
| 1995–96   | Fenerbahçe                                       | 1 - 1            | Galatasaray        | Estadio Şükrü Saracoğlu, Estambul     |
| 1995–96   | Galatasaray vencedor 2-1 en agregado.            |                  |                    |                                       |
| 1996–97   | Trabzonspor                                      | 1 - 1            | Kocaelispor        | Estadio Hüseyin Avni Aker, Trebisonda |
| 1996–97   | Kocaelispor                                      | 1 - 0            | Trabzonspor        | Estadio İsmetpaşa, İzmit              |
| 1996–97   | Kocaelispor vencedor 2-1 en agregado.            |                  |                    |                                       |
| 1997–98   | Beşiktaş                                         | 1 - 1            | Galatasaray        | Estadio BJK İnönü, Estambul           |
| 1997–98   | Galatasaray                                      | 1 - 1 (2–4 pen.) | Beşiktaş           | Estadio Ali Sami Yen, Estambul        |
| 1997–98   | Beşiktaş vencedor 4–2 en lanzamientos penales.   |                  |                    |                                       |
| 1998–99   | Galatasaray                                      | 0 - 0            | Beşiktaş           | Estadio Ali Sami Yen, Estambul        |
| 1998–99   | Beşiktaş                                         | 0 - 2            | Galatasaray        | Estadio BJK İnönü, Estambul           |
| 1998–99   | Galatasaray vencedor 2–0 en agregado.            |                  |                    |                                       |

### Final a partido único
| Temporada | Campeón              | Resultado          | Finalista            | Sede de la final                        |
| --------- | -------------------- | ------------------ | -------------------- | --------------------------------------- |
| 1999–00   | Galatasaray          | 5 - 3              | Antalyaspor          | Estadio Diyarbakır Atatürk, Diyarbakir  |
| 2000–01   | Gençlerbirliği       | 2 - 2 (4-1 pen.)   | Fenerbahçe           | Estadio Kayseri Atatürk, Kayseri        |
| 2001–02   | Kocaelispor          | 4 - 0              | Beşiktaş             | Estadio Bursa Atatürk, Bursa            |
| 2002–03   | Trabzonspor          | 3 - 1              | Gençlerbirliği       | Estadio Antalya Atatürk, Antalya        |
| 2003–04   | Trabzonspor          | 4 - 0              | Gençlerbirliği       | Estadio Olímpico Atatürk, Estambul      |
| 2004–05   | Galatasaray          | 5 - 1              | Fenerbahçe           | Estadio Olímpico Atatürk, Estambul      |
| 2005–06   | Beşiktaş             | 3 - 2              | Fenerbahçe           | Estadio İzmir Atatürk, Esmirna          |
| 2006–07   | Beşiktaş             | 1 - 0              | Kayseri Erciyesspor  | Estadio İzmir Atatürk, Esmirna          |
| 2007–08   | Kayserispor          | 0 - 0 (11-10 pen.) | Gençlerbirliği       | Estadio Bursa Atatürk, Bursa            |
| 2008–09   | Beşiktaş             | 4 - 2              | Fenerbahçe           | Estadio İzmir Atatürk, Esmirna          |
| 2009–10   | Trabzonspor          | 3 - 1              | Fenerbahçe           | Estadio Şanlıurfa GAP, Sanliurfa        |
| 2010–11   | Beşiktaş             | 2 - 2 (4-3 pen.)   | İstanbul Büyükşehir  | Estadio Kadir Has, Kayseri              |
| 2011–12   | Fenerbahçe           | 4 - 0              | Bursaspor            | Estadio Ankara 19 de mayo, Ankara       |
| 2012–13   | Fenerbahçe           | 1 - 0              | Trabzonspor          | Estadio Ankara 19 de mayo, Ankara       |
| 2013–14   | Galatasaray          | 1 - 0              | Eskişehirspor        | Estadio Konya Atatürk, Konya            |
| 2014–15   | Galatasaray          | 3 - 2              | Bursaspor            | Estadio Bursa Atatürk, Bursa            |
| 2015–16   | Galatasaray          | 1 - 0              | Fenerbahçe           | Antalya Arena, Antalya                  |
| 2016–17   | Konyaspor            | 0 - 0 (4-1 pen.)   | İstanbul Başakşehir  | Nuevo Estadio de Eskişehir, Eskişehir   |
| 2017-18   | Akhisar Belediyespor | 3 - 2              | Fenerbahçe           | Nuevo Estadio de Diyarbakır, Diyarbakir |
| 2018-19   | Galatasaray          | 3 - 1              | Akhisar Belediyespor | Nuevo Estadio 4 Eylül, Sivas            |
| 2019–20   | Trabzonspor          | 2 - 0              | Alanyaspor           | Estadio Olímpico Atatürk, Estambul      |
| 2020–21   | Beşiktaş             | 2 - 0              | Antalyaspor          | Estadio Gürsel Aksel, Esmirna           |
| 2021–22   | Sivasspor            | 3 - 2 (t. s.)      | Kayserispor          | Estadio Olímpico Atatürk, Estambul      |
| 2022–23   | Fenerbahçe           | 2 - 0              | İstanbul Başakşehir  | Estadio Gürsel Aksel, Esmirna           |
| 2023–24   | Beşiktaş             | 3 - 2              | Trabzonspor          | Estadio Olímpico Atatürk, Estambul      |
| 2024-25   | Galatasaray          | 3 - 0              | Trabzonspor          | Estadio de Gaziantep, Gaziantep         |

## Títulos por club
| Club                 | Campeón | Subcampeón | Años campeón |
| -------------------- | ------- | ---------- | --- |
| Galatasaray          | 19      | 5          | 1963, 1964, 1965, 1966, 1973, 1976, 1982, 1985, 1991, 1993, 1996, 1999, 2000, 2005, 2014, 2015, 2016, 2019, 2025 |
| Beşiktaş             | 11      | 6          | 1975, 1989, 1990, 1994, 1998, 2006, 2007, 2009, 2011, 2021, 2024                                                 |
| Trabzonspor          | 9       | 8          | 1977, 1978, 1984, 1992, 1995, 2003, 2004, 2010, 2020                                                             |
| Fenerbahçe           | 7       | 11         | 1968, 1974, 1979, 1983, 2012, 2013, 2023                                                                         |
| Altay Izmir          | 2       | 5          | 1967, 1980 |
| Ankaragücü           | 2       | 3          | 1972, 1981 |
| Gençlerbirliği       | 2       | 3          | 1987, 2001 |
| Göztepe Izmir        | 2       | 1          | 1969, 1970 |
| Kocaelispor          | 2       | -          | 1997, 2002 |
| Bursaspor            | 1       | 5          | 1986 |
| Eskişehirspor        | 1       | 3          | 1971 |
| Akhisar Belediyespor | 1       | 1          | 2018 |
| Kayserispor          | 1       | 1          | 2008 |
| Sakaryaspor          | 1       | -          | 1988 |
| Konyaspor            | 1       | -          | 2017 |
| Sivasspor            | 1       | -          | 2022 |
| İstanbul Başakşehir  | -       | 3          | –-- |
| Antalyaspor          | -       | 1          | –-- |
| Boluspor             | -       | 1          | –-- |
| Kayseri Erciyesspor  | -       | 1          | –-- |
| Adana Demirspor      | -       | 1          | –-- |
| Mersin İdman Yurdu   | -       | 1          | –-- |
| Samsunspor           | -       | 1          | –-- |
| Alanyaspor           | -       | 1          | –-- |